# Privilia
Privilia (en ucraniano: Привілля, lit. 'Pryvillya', en ruso: Приволье, romanizado: Privolye) es un asentamiento urbano ucraniano perteneciente al óblast de Lugansk. Situado en el noreste del país, forma parte del raión de Sievierodonetsk y del municipio (hromada) de Lisichansk. 
El asentamiento se encuentra ocupado por Rusia desde junio de 2022, siendo administrada como parte de la de facto República Popular de Lugansk.

## Geografía
Privilia se encuentra en la orilla derecha del río Donets, 89 km al noroeste de Lugansk.

## Historia
El asentamiento fue fundado en 1695 con el nombre de Asesorske (en ucraniano: Асесорське) como un campamento de invierno de los cosacos de Zaporiyia. En 1753 el Senado ruso emitió decretos sobre el asentamiento de serbios, búlgaros, húngaros y otros nativos de los países balcánicos de fe ortodoxa que huían del yugo turco y se encontraban en el territorio de Austria. Los colonos se unieron en compañías, se formaron dos regimientos de húsares a partir de ellos, llamados así por sus comandantes: Rajko Depreradović y Jovan Šević, y la unidad militar administrativa-territorial se llamó Eslavoserbia. Debido a su reducido número, en 1764 ambos regimientos se unieron en uno solo, que recibió el nombre de los húsares de Bajmut.
En el lugar de asentamiento, las empresas crearon fortificaciones de campo: trincheras. El personal militar recibió tierras que debían cultivar. Los nuevos asentamientos que surgieron sobre la base de unidades militares recibieron posteriormente sus propios nombres. Privilia lleva su nombre actual desde 1778, tras un breve periodo de tiempo llamándose Pyata Rota (en ucraniano: П'ята рота). Los campesinos militares administraron sus granjas y protegieron las fronteras del estado de las incursiones tártaras. Después de la conquista del kanato de Crimea por parte del Imperio ruso en 1783, el peligro pasó y los asentamientos militares fueron transferidos al estado de campesinos estatales.
Durante la Segunda Guerra Mundial, de julio de 1942 al 5 de mayo de 1943, el pueblo fue ocupado por tropas alemanas.
Privilia fue elevada a la categoría de ciudad en 1963 y pertenece administrativamente al distrito urbano de la vecina ciudad de Lisichansk.
El 23 de julio de 2014, durante la ofensiva de las unidades ucranianas involucradas en la guerra del Dombás, Privilia fue liberada de destacamentos de combatientes prorrusos.
Durante la invasión de Ucrania de 2022, las fuerzas rusas bombardearon la ciudad el 7 de mayo (dos adolescentes fueron víctimas del ataque). Las fuerzas rusas cruzaron el río Donets y capturaron la ciudad en algún momento entre el 28 de junio y el 1 de julio. A principios de agosto, el grupo Bellingcat informó que los videos publicados anteriormente de mutilación y posterior asesinato de un soldado ucraniano no identificado por paramilitares rusos fueron geolocalizados en el balneario de Privilia.

## Demografía
La evolución de la población entre 1897 y 2021 fue la siguiente:
| 986                                                           | 1090 | 4700 | 9017 | 11 510 | 11 000 | 11 479 | 9004 | 7643 | 8048 | 7 850 | 7747 | 6970 | 6679 |
| (Fuente: Cities & Towns of Ukraine y UKRAINE: Größere Städte) |      |      |      |        |        |        |      |      |      |       |      |      |      |

Según el censo de 2001, la gran mayoría de la población tiene como lengua materna el ruso (78,7%), seguidos por los hablantes de ucraniano (20,7%).

## Economía
En Privilia la principal industria minera es la de extracción de hulla, principalmente de dos minas: Privilnyanska y H.H. Kapustin (a lo largo de su historia hubo otras 4 más, pero ya están clausuradas).

## Infraestructura

### Arquitectura y monumentos
El asentamiento es un complejo conmemorativo para aquellos que murieron durante la Segunda Guerra Mundial, Cabeza de puente Privilia, inaugurado en 2010.

### Transporte
Privilia tiene una conexión regular de autobús con Lisichansk. Se encuentra a 10 km de la estación de Rubizhne y también está conectado por un puente peatonal con el pueblo de Staraya Krasnyanka.

## Galería

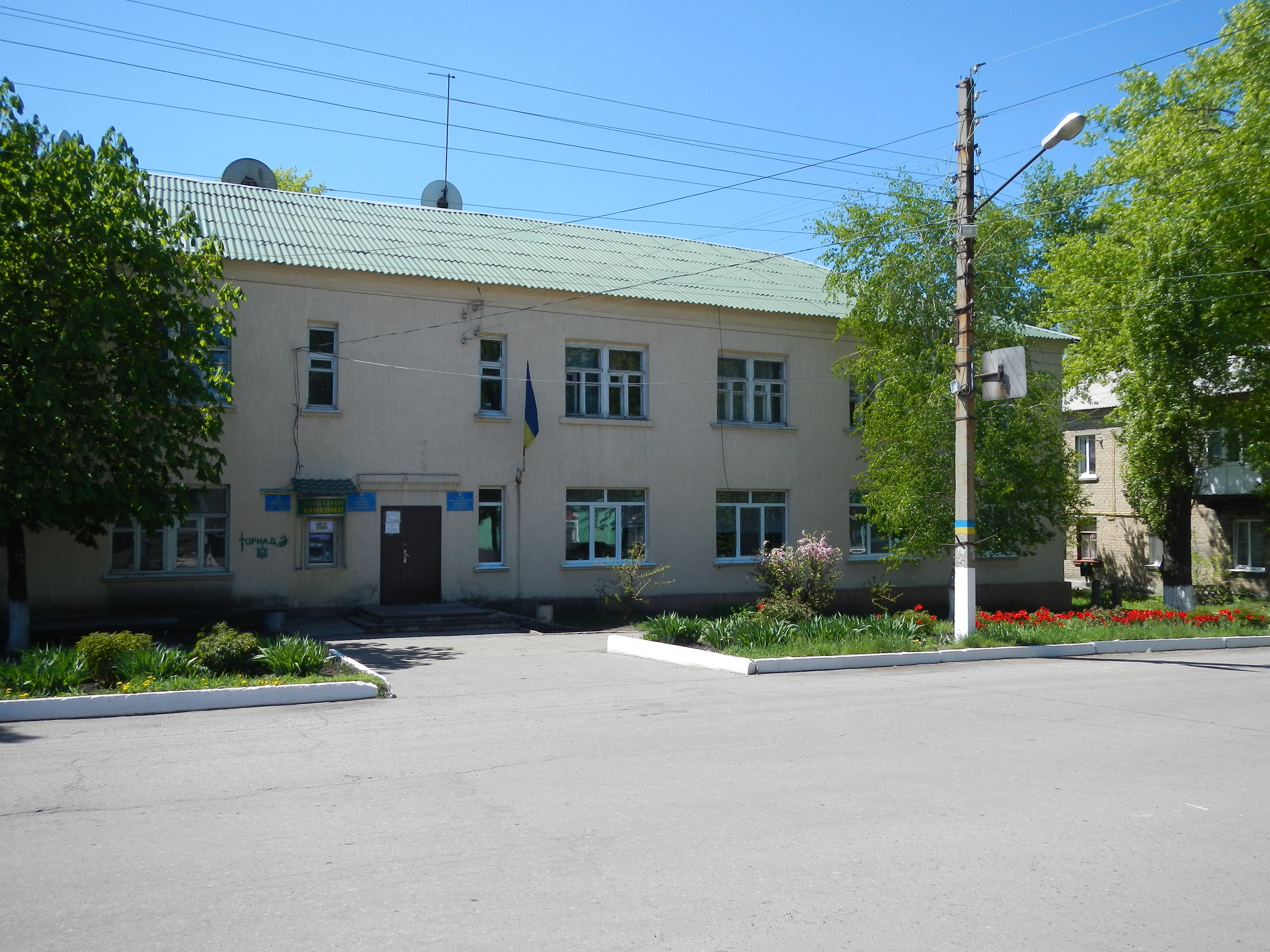
Ayuntamiento de Privillya
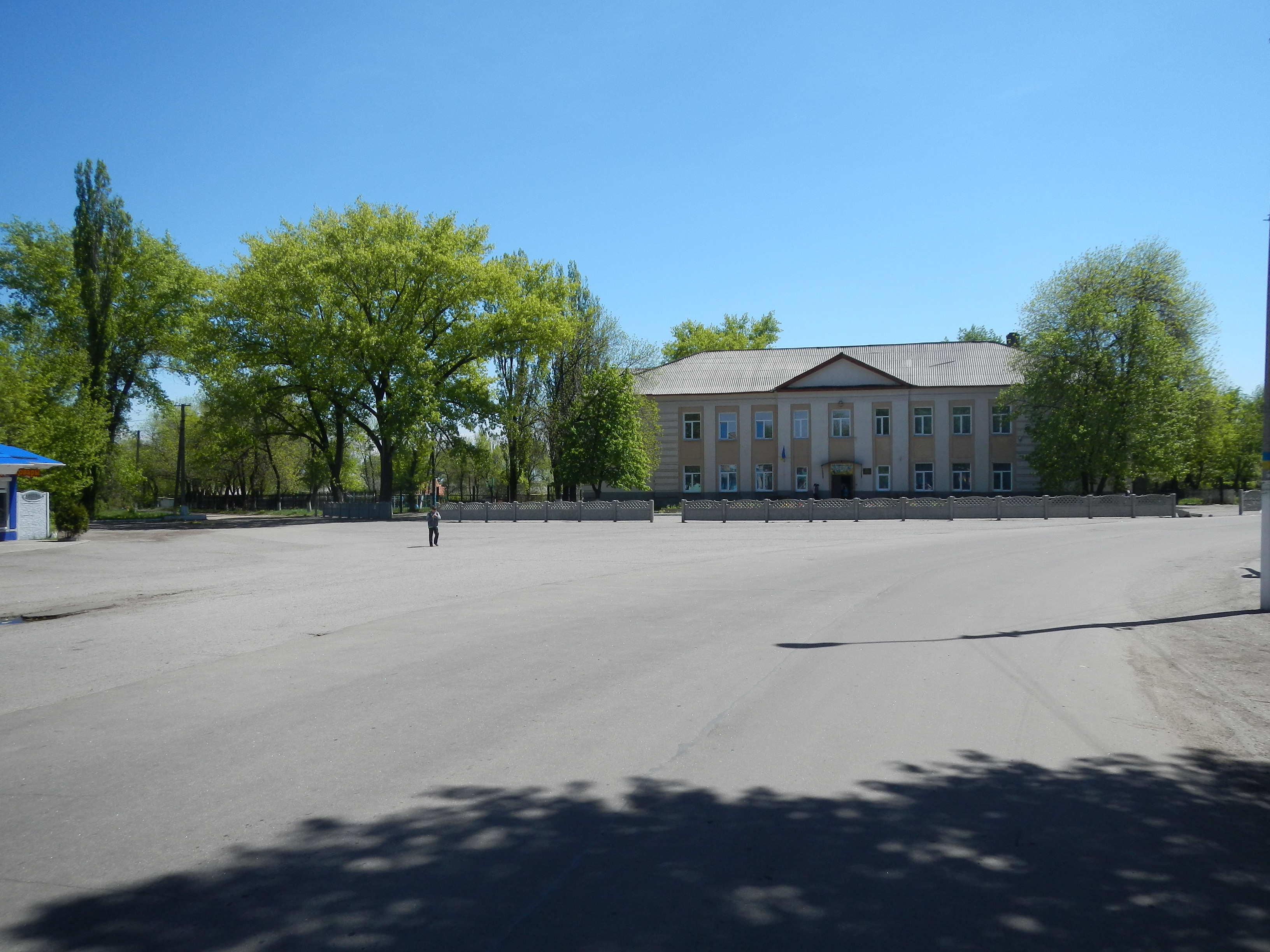
Colegio
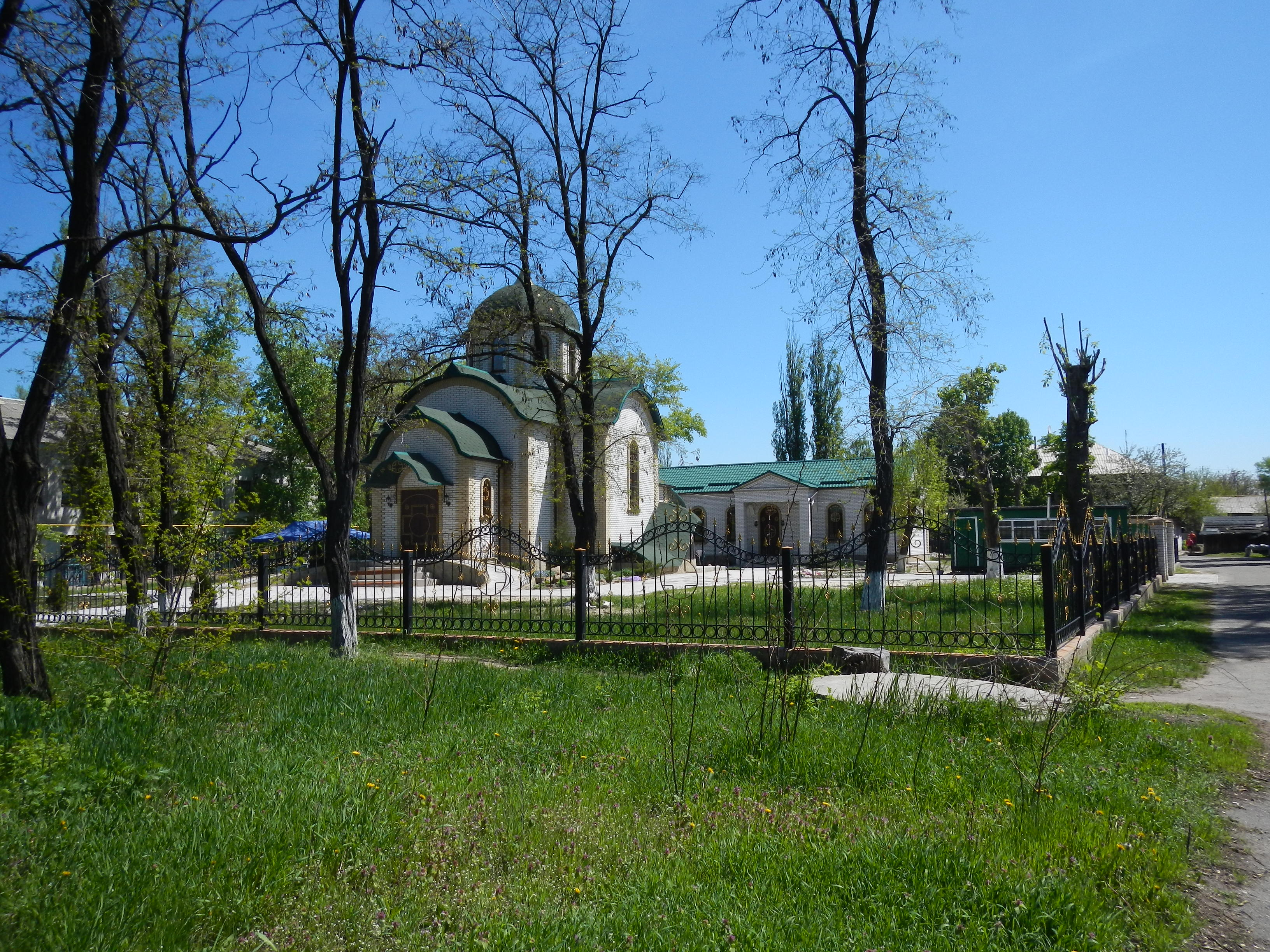
Iglesia en Privillya
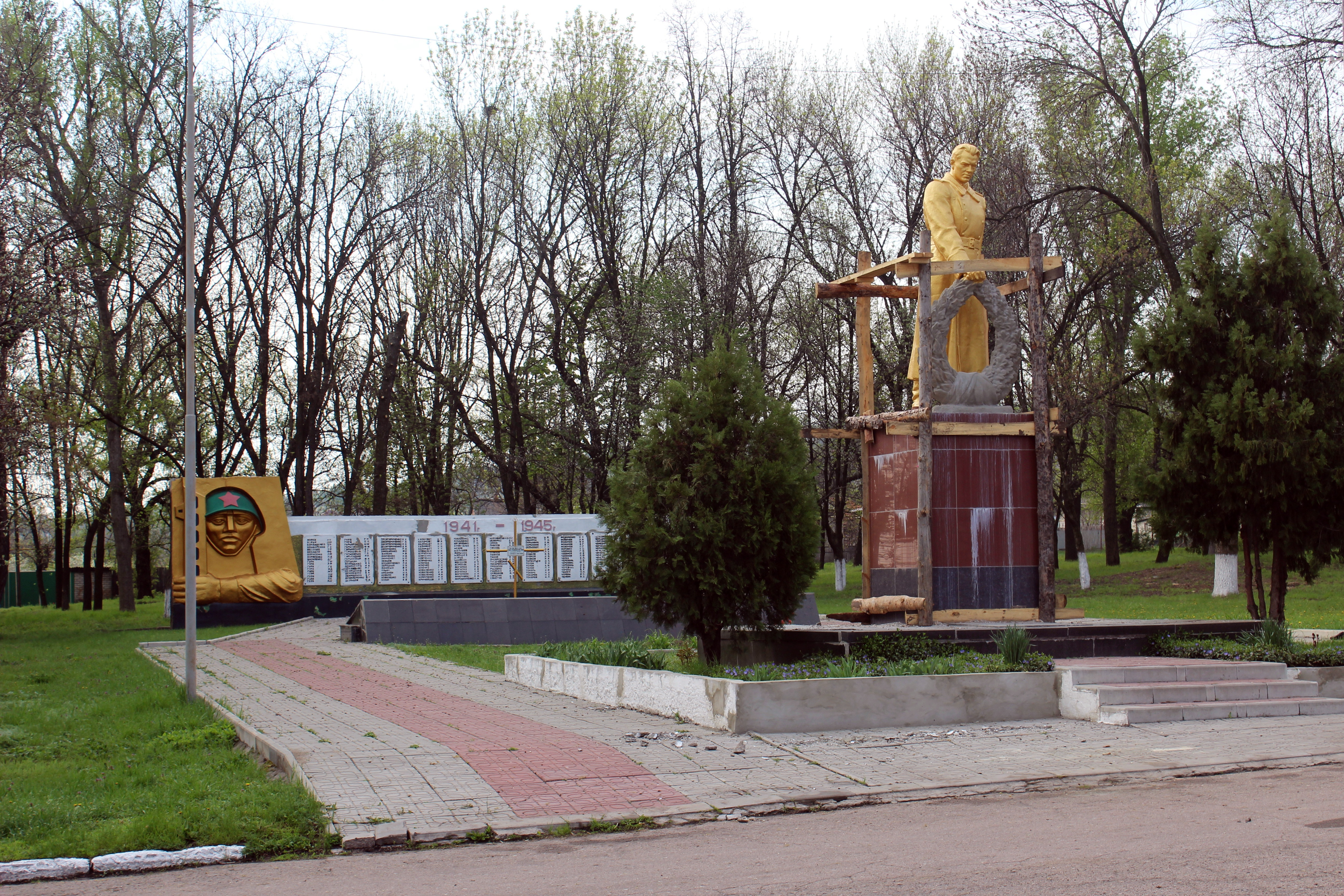
Memorial soviético de la Segunda Guerra Mundial
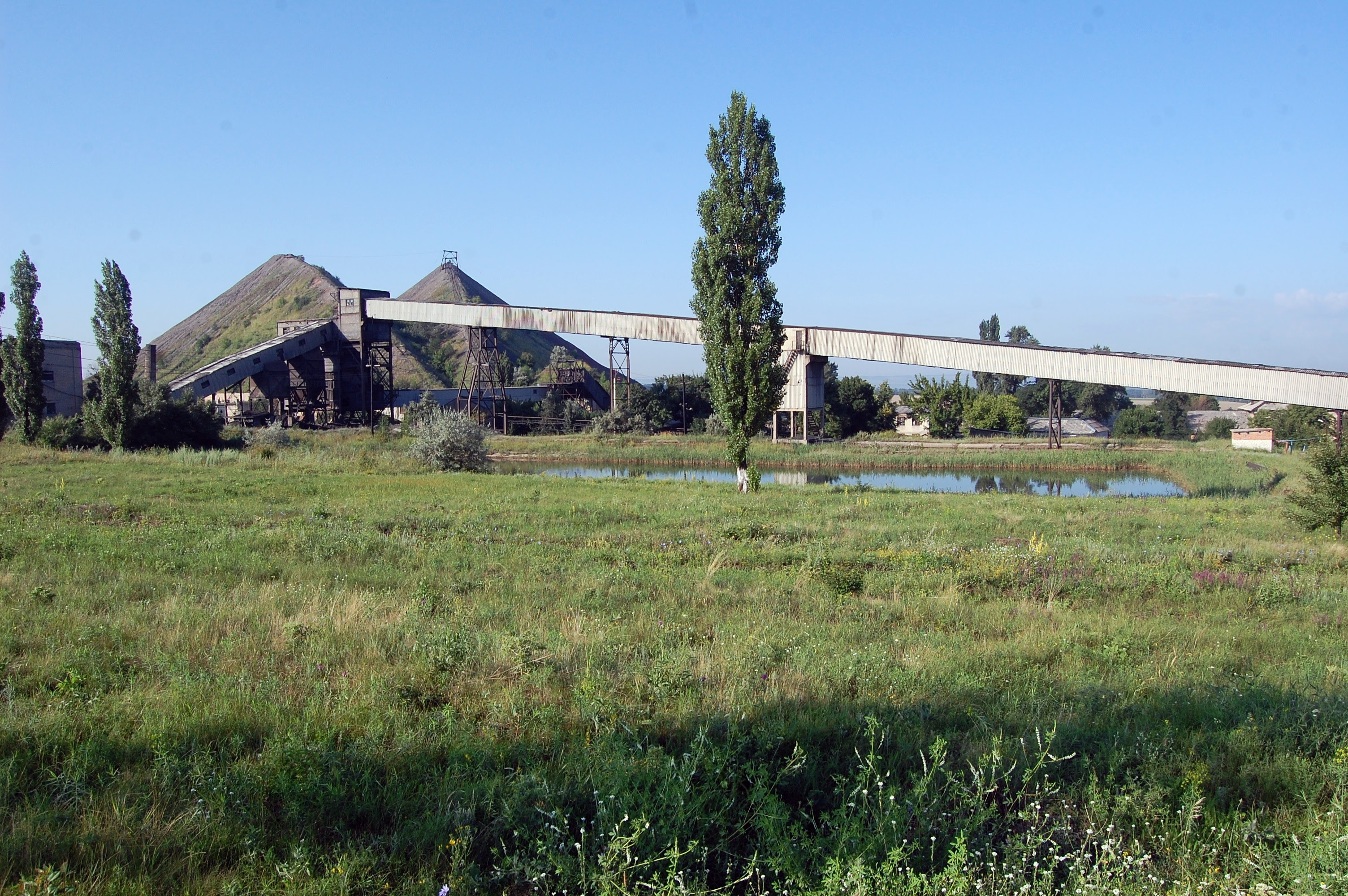
Mina de H.H. Kapustin
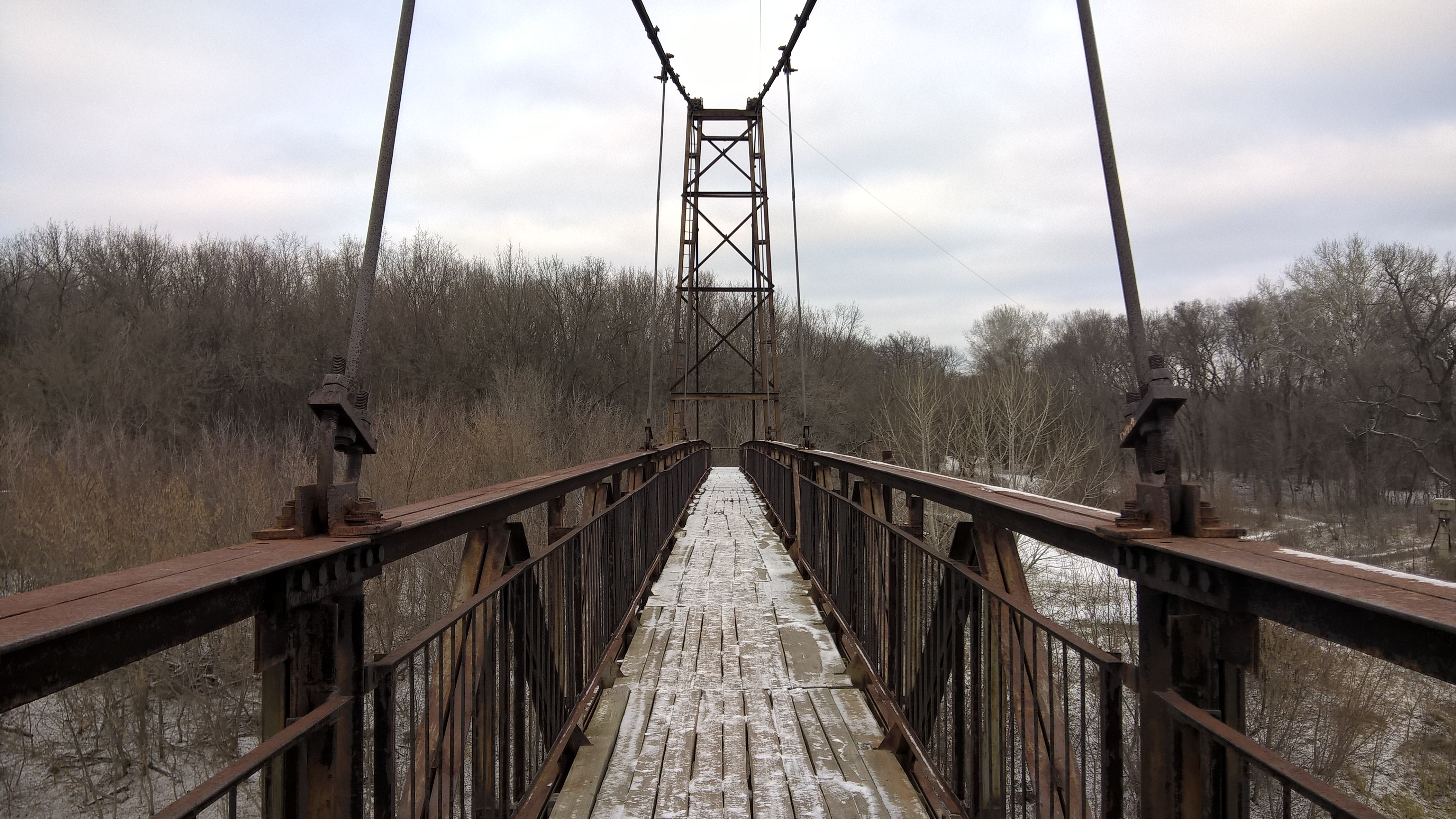
Antiguo puente de madera sobre el Donets